# First Solar
First Solar, Inc. ist ein international tätiges Unternehmen aus der Photovoltaikbranche mit Hauptsitz in den USA. Das Unternehmen stellt Cadmiumtellurid-Dünnschicht-Solarmodule her.
2014 installierte First Solar in den USA mit einem Zubau von 1.023 Megawatt vor der M.A. Mortenson Company mit einem Zubau von 512,9 Megawatt und SolarCity mit 502 Megawatt, Photovoltaikanlagen mit mehr Solarstromleistung als jedes andere Unternehmen.

## Allgemeines
First Solar ist ein Anbieter von Photovoltaikanlagen im industriellen Maßstab und Hersteller von Dünnschicht-Solarmodulen mit Produktionsstandorten in Vietnam, Malaysia und den USA. Weltweit war First Solar mit einer Produktionskapazität von über 1,5 Gigawatt peak (GWp) im Jahr 2010 der größte Hersteller von Solarmodulen. First Solar nutzt eine Technologie, bei der eine Halbleiterschicht aus Cadmiumtellurid (CdTe) durch den sogenannten Photovoltaikeffekt Strom erzeugt. Diese Technologie hat zwar bei Labortests eine niedrigere Konversionseffizienz als Siliziumsolarzellen, ist aber weitaus kostengünstiger herzustellen und auf Grund eines geringen Temperaturkoeffizienten in unterschiedlichen Klimazonen bestens einzusetzen. Feldstudien zeigen auch, dass Photovoltaik-Module mit CdTe-Technologie genauso gut oder besser als Photovoltaik-Module auf Siliziumbasis arbeiten.
First Solar konnte als erste Solarfirma die eigenen Produktionskosten auf unter 1 USD pro Watt reduzieren, November 2011 lagen sie bei 0,74 USD pro Watt. (Stand)
In Deutschland war die Firma hauptsächlich an zwei Standorten vertreten: In Frankfurt (Oder) war der Sitz der Produktionsstätte der First Solar Manufacturing GmbH, mit Burghard von Westerholt als Geschäftsführer und Werksleiter der dortigen Produktionsstätte, die nach Ankündigung vom April 2012 allerdings zum Ende des Jahres 2012 geschlossen wurde. In Mainz war der Sitz der europäischen Vertriebsgesellschaft First Solar GmbH, mit ihrem Geschäftsführer Christopher Burghardt. Zusammen mit anderen Standorten in Europa fielen so noch einmal rund 150 Arbeitsplätze weg. An den zwei deutschen Standorten beschäftigte das Unternehmen mehr als 1400 Mitarbeiter.

## Firmengeschichte
First Solar wurde 1999 in Tempe in Arizona gegründet. Das Unternehmen ging aus dem Verkauf von Solar Cell Inc. (SCI) an True North Partners – ein Unternehmen der Walton-Familie hervor. Die erste kommerzielle Verwendung der CdTe-Solarmodule erfolgte im Jahr 2002. Nach und nach wurde die Produktionsweise verbessert und 2005 erreichte First Solar erstmals eine Produktionsleistung von 25 Megawatt peak (MWp). Am 17. November 2006 ging First Solar an die Technologiebörse Nasdaq und ist seitdem dort gelistet. Im Oktober 2009 wurde First Solar als erstes Solarunternehmen in den Aktienindex S&P 500 aufgenommen.
Überkapazitäten im Weltmarkt und die rückwirkende Streichung der Einspeisevergütung für große Freiflächenanlagen durch die CDU-geführte Bundesregierung führten 2012 zur Schließung der beiden Werke in Frankfurt (Oder).
Bis 2018 bot First Solar umfassende Photovoltaik-Systemlösungen an.
Fortune wählte First Solar 2010 unter die zehn schnellst wachsenden Firmen weltweit. Das deutsche Umweltberatungsunternehmen Murphy & Spitz wählte First Solar 2010 an die Spitze der nachhaltigsten Photovoltaik-Unternehmen weltweit.
MIT Technology Review zeichnete 2010 und 2011 First Solar als eine der 50 innovativsten Firmen weltweit aus.
Anfang 2015 erreichte das Unternehmen eine installierte Leistung von insgesamt 10 GW.
2023 wurden 11,4 GW Solarmodule verkauft. Produktionskosten für 2024 wurden im Februar 2024 mit ca. 18,8 Cent/Watt angegeben und ein Verkaufspreis von ca. 18,2 Cent/kWh für ein Umsatzvolumen von 16 GW prognostiziert.

## Unternehmen
Die Unternehmenszentrale befindet sich in den USA in Tempe (Bundesstaat Arizona). Die Forschungs- und Entwicklungsabteilung sowie die ursprüngliche Produktionsstätte haben ihren Sitz in Ohio. First Solar wuchs maßgeblich durch seine Aktivitäten in Deutschland, wie Thomas Friedman in seinem Buch Was zu tun ist. Eine Agenda für das 21. Jahrhundert berichtet. Das Unternehmen eröffnete im Sommer 2007 die erste Produktionsstätte außerhalb der Vereinigten Staaten in Frankfurt (Oder). Durch die Erweiterung 2011 wurde die Produktion dort auf eine Jahreskapazität von 500 MWp verdoppelt – bei rund 1200 Mitarbeitern. Die massiven Überkapazitäten und die Rückführung der Solarförderung bedeuteten dann aber die Kurzarbeit der Mitarbeiter im deutschen Werk und die Ankündigung der Schließung zum Jahresende. Auch die Vertriebs-GmbH in Mainz sollte deutlich verkleinert werden. Ein weiteres Werk wurde 2008 in Malaysia eröffnet und 2009 sowie 2010 erweitert. Auch dieses Werk sollte im Jahre 2012 geschlossen werden. Insgesamt verfügte First Solar 2010 über 28 Produktionslinien mit einer jährlichen Produktionskapazität von mehr als 1500 Megawatt. Weltweit beschäftigte First Solar im Jahre 2011 rund 7000 Mitarbeiter.
Am 25. Oktober 2011 übernahm Michael J. Ahearn, Aufsichtsratsvorsitzender und Gründer von First Solar, interimsweise den Posten als Vorstand (CEO) von Rob Gilette. Am 3. Mai 2012 gab First Solar bekannt, dass James Hughes zum neuen CEO ernannt wurde. Mike Ahearn blieb Aufsichtsratsvorsitzender. Hughes kam als Vertriebsvorstand zu First Solar.
First Solar produziert Solarmodule für kommerzielle Photovoltaik-Projekte auf Dächern und Freiflächen und bietet umfassende Systemlösungen an. Seit April 2011 standen First-Solar-Module auch zur Verwendung in Photovoltaik-Systemen mit 10 kW bis 30 kW zur Verfügung.

## Recycling
Als eines der ersten Unternehmen in der Industrie rief First Solar ein Rücknahme- und Recyclingprogramm für die Solar-Module ins Leben. Es war das erste in der Industrie, weit vor Einführung der Richtlinie 2012/19/EU über Elektro- und Elektronik-Altgeräte, das gänzlich vorfinanziert abgewickelt wurde. Besitzer von First-Solar-Anlagen mussten lediglich First Solar informieren und die Module fachgerecht abbauen lassen. First Solar kümmerte sich daraufhin kostenlos um den Abtransport und das Recycling. Laut First Solar konnten bis zu 95 Prozent des schwermetallhaltigen Halbleitermaterials in einem geschlossenen Recyclingprozess zurückgewonnen und zu neuen Solarmodulen verarbeitet werden. Das Glas konnte zu 90 Prozent wiederverwertet werden. Das Programm wurde über einen Beitrag finanziert, der bereits in dem Verkaufspreis der Module enthalten war und auf ein zweckspezifisches Anlagekonto floss. Dadurch war die Entsorgung der Module unabhängig von der Existenz First Solars langfristig gesichert.

## Projekte/Referenzen

### Solarpark Waldpolenz
Der Solarpark Waldpolenz wurde zwischen 2007 und 2009 errichtet und war seinerzeit die größte Photovoltaikanlage in Deutschland.

### Solarpark Lieberose
Anfang 2009 begann Juwi, einen Solarpark mit First-Solar-Modulen auf dem ehemaligen Truppenübungsplatz Lieberose in der Nähe von Cottbus zu errichten. Mit einer Größe von 163 Hektar war dies der drittgrößte Solarpark in Deutschland. Das Gelände war seit dem Fall des Eisernen Vorhangs und des darauffolgenden Abzugs der sowjetischen Armee in den neunziger Jahren ungenutzt. Bis dahin erwies sich eine vernünftige Nachnutzung für die brachliegenden Flächen als große Herausforderung, insbesondere da weite Teile des ehemaligen Truppenübungsplatzes durch Altlasten verseucht waren.
Neben dem ökologischen Nutzen durch die Einsparung von rund 35.000 Tonnen Kohlenstoffdioxid (CO2) pro Jahr während der Betriebszeit des Solarparks wird über die Pacht der Fläche und eine Beteiligung am Stromerlös gleichzeitig die Sanierung des Geländes finanziert. Dafür waren insgesamt fünf Millionen Euro eingeplant. Nach der Beendigung des Projekts soll somit eine Fläche zur Verfügung stehen, die in Übereinstimmung mit dem Naturschutz wieder touristisch und ökologisch genutzt werden kann. Das Projekt hat somit einen zweifachen Vorteil für die Umwelt: Saubere Energieproduktion mit Hilfe von Photovoltaik sowie Dekontamination und Entmunitionisierung des Geländes, finanziert durch die dort produzierte Energie. Der prognostizierte Gesamtertrag belief sich auf etwa 53 Millionen kWh, was der Versorgung von etwa 15.000 Haushalten pro Jahr entsprach. Der Solarpark wurde am 20. August 2009 offiziell eingeweiht.

### Masdar City
In Abu Dhabi sollte mit Masdar City eine CO2-neutrale Wissenschaftsstadt entstehen, die von dem britischen Architekturbüro Foster + Partners entworfen wurde. First Solar lieferte Module für ein Solarkraftwerk mit einer Leistung von fünf MW, das zu einer nachhaltigen Stromversorgung der neuen Stadt beitragen sollte.

### Associated Partner bei DESERTEC
Am 16. März 2010, wurde First Solar als erster reiner Photovoltaik-Hersteller ein Associated Partner der Industrieinitiative von DESERTEC, der Dii GmbH. Das Desertec-Konzept hatte sich zum Ziel gesetzt, bis 2050 einen wesentlichen Anteil des Stroms im Mittleren Osten, in Nordafrika und Europa aus einem Netzwerk an Solar- und Windenergie bereitzustellen.
First Solar brachte im Rahmen seiner Partnerschaft mit der Dii sein Fachwissen im Bereich von Photovoltaik-Großprojekten in die Arbeitsgruppen des DESERTEC-Netzwerkes ein.

### Sarnia
2010 stellte First Solar das damals weltweit größte sich im Einsatz befindende Solarkraftwerk der Welt fertig. Mit 80 MW (DC) produziert der Sarnia-Solarpark im Südwesten Ontarios, Kanada, Solarstrom für mehr als 10.000 Haushalte.

## Werke
- Perrysburg, Ohio, USA
- Kulim, Kedah, Malaysia
- Ho-Chi-Minh-Stadt, Vietnam